# ココロ (トラボルタの曲)
「ココロ」は、音声合成ソフト・鏡音リン歌唱のVOCALOID楽曲。2008年3月3日、日本のボカロP・トラボルタによって発表された。
本楽曲を原案とした舞台化、小説化もされている。

## 楽曲
ココロは、孤独な科学者に作られたロボットが、数百年の後に未完成だった「ココロ」のプログラムを知ることを願いそれを得る物語を描いた曲である。ボーカルに音声合成ソフト・鏡音リンを用いている。トラボルタは、心の無い状態から心がある状態になる変化のようなものを曲のテーマとして構想し、「人間とロボット」の物語に行き着いたという。ただし歌詞では曲に収めるためにトラボルタ自身が考えた物語から間引いた分が多い。これにより結果として人によって色々な解釈が出来るような歌詞となったという。トラボルタは曲の物語の解釈については、自身の考えていたものと違うからと言って間違いと言うことは無く、どれも正解であるとしている。ココロはニコニコ動画で大きな人気を集めるとともに、ファンの手によりカバーやアンサーソングなどさまざまな派生作品も発表されている。

## 舞台・小説
「ココロ」は、2009年に茨城県水戸市の演劇フェスティバルで舞台化され、その後2010年、2011年と、3度の舞台化が行われている。2012年には舞台の脚本、演出を担当した石沢克宜の執筆による小説が刊行された。舞台物語は楽曲を原作とした独自のもので、ロボットとロボットが心を持つことの出来るプログラム「ココロシステム」の開発者達の物語と、500年後の未来にロボットの捜索が行われ、ロボットが心を得るまでの物語が描かれる。なお、未来のシーンでのロボット捜索は最初の舞台化のときには無く、2度目の舞台化から加えられたものである。小説は、第1巻は舞台の物語で、2巻以降ではその続編が描かれる。

### 舞台
redjuiceがイメージイラストを手がけている。2回目と3回目の舞台化ではトラボルタが劇中曲を担当した。
2009年8月23日
会場：水戸芸術館ACM劇場
水戸市芸術祭演劇フェスティバルでボランティアの役者を募って舞台化された。泣ける話とされるココロであるが、本作について泣き要素より笑い寄りの作品となっている。
2010年5月8日、5月9日
会場：新宿シアターサンモール
東京での公演の要望が多かったことから、前作から脚本とキャストを一新した上で再演された。公演を収録したDVDも発売されている。
2011年4月29日 - 5月8日
会場：THEATRE1010
ドワンゴが主催のニコニコミュージカルにより、舞台劇「ココロ」として公演が行われた。インターネット生放送の配信も行われた。公演を収録したDVDも発売されている。

### 小説
小説はPHP研究所からの発売。イラストはなぎみそが担当した。
- 『ココロ』 2012年4月27日発売、ISBN 978-4569803845
- 『ココロ—再会—』 2013年5月29日発売、ISBN 978-4569810829
- 『ココロ—奇跡—』 2014年6月25日発売、ISBN 978-4569818313

### 登場人物
二号機
平田製作所の第二研究室で開発されているヒューマノイド。
天本
平田製作所第二研究室室長。二号機の開発に携わり、二号機を自分の娘のように思う。
平田
平田製作所社長。元は大学教授で、大学で頓挫したプロジェクトを引き継ぐ形で平田製作所を設立した。
岸田
平田製作所の元研究員。開発が凍結されたココロシステムの起動を目論む。
一号機＜リン＞
二号機より前に開発されていたヒューマノイド。ボディは二号機と同一である。ココロシステムを組み込んでいる。
鏡味鈴
一号機開発に携わっていた女性研究者で、岸田の元婚約者。ココロシステム開発で脳のスキャンモデルとなった。一号機の暴走により命を落す。
乙
500年後の未来で、ココロシステムの捜索隊に加わり、二号機とココロシステムの起動に立ち会う。
- 二号機と一号機のキャラクターデザインは鏡音リン、乙のキャラクターデザインは鏡音リン・レンに同梱の男声ボーカル音源鏡音レンのキャラクターをモデルとしている。

## アンサーソング
トラボルタの制作によるアンサーソング「さよならありがとう」が2010年にKARENTより配信されたアルバム『さよならありがとう』に収録されている。「さよならありがとう」のボーカルにはがくっぽいどが用いられている。また、ファンによって独自に作られたアンサーソングもあり、zyun（ジュンＰ）によるボーカルの鏡音レンを「孤独な科学者」に見立てたアンサーソング「ココロ・キセキ」は、鏡音リン・レンの人気曲を集めたコンピレーション・アルバム『EXIT TUNES PRESENTS Vocalogemini feat.鏡音リン、鏡音レン』にココロとともに収録されている。